# 류형장군 호패 및 교지
류형장군 호패 및 교지(柳珩將軍 戶牌 및 敎旨)는 조선시대의 무신인 류형 장군의 호패이다. 2014년 6월 30일 세종특별자치시의 유형문화재 제14호로 지정되었다.

## 지정 사유
조선 중기의 무신인 류형(柳珩, 1566∼1615) 장군이 당상관으로 재직하는 동안 그가 사용했던 상아에 음각한 호패로, 이름 아래에 생년과 함께 ‘갑오무과(甲午武科)’라 하여 급제 사실이 나란히 새겨져 있는 유물이다.

## 참고 자료
- 류형장군 호패 및 교지 - 국가유산청 국가유산포털